# 西宮後站
西宮後站（日语：／ Nishimiyaushi eki */?）是位於愛知縣中島郡今伊勢町宮後（現在一宮市今伊勢町），名古屋鐵道尾西線的車站。

## 歷史
- 1924年（大正13年）10月1日 - 尾西鐵道西一宮站至開明站之間開設宮後站。
- 1925年（大正14年）8月1日 - 在被收購後，成為名古屋鐵道尾西線車站。
- 1926年（大正15年）1月20日 - 車站改名為西宮後站[2]
- 1944年（昭和19年） - 車站暫停營業。
- 1969年（昭和44年）4月5日 - 車站廢除。

## 其他
- 由於現時尾西線名鐵一宮至開明之間已經高架化，因此已經看不到車站痕蹟。車站遺址現時位於i-巴士（日语：i-バス）一宮路線的西宮後巴士站附近。
- 在成為名古屋鐵道尾西線車站後，由於當時名古屋鐵道犬山線已經設有宮後站。因此在此站改名前約半年間，於名古屋鐵道與同縣內設有2座相同車站名稱的車站。

## 相鄰車站
所屬路線與相鄰車站取自營業時代。
名古屋鐵道
尾西線
西一宮－西宮後－開明

## 注腳
1. ↑  鉄道停車場一覧. 昭和12年10月1日現在 （页面存档备份，存于）（日語） 國立國會圖書館數碼化存檔 2020年2月1日參閱。
2. ↑  「地方鉄道駅名改称」《官報》1926年1月28日（日語）（國立國會圖書館數碼化存檔）